# Бабичев, Владимир Иванович (футболист)
Влади́мир Ива́нович Ба́бичев (латыш. Vladimirs Babičevs; 22 апреля 1968, Рига, Латвийская ССР, СССР) — советский и латвийский футболист, полузащитник, ранее нападающий. В настоящее время главный тренер Юношеской сборной Латвии по футболу.

## Биография
Начинал футбольную карьеру во 2-й лиге чемпионата СССР по футболу в составе клуба «Звейниекс».
В 1988-92 играл за РАФ из города Елгава. В 1993 принял приглашение ведущего клуба Латвии «Сконто», в котором за 7 сезонов провел 130 игр в чемпионате Латвии и забил 60 мячей.
В 2000 году, транзитом через клуб Полицияс ФК уехал в Россию, в клуб Торпедо-ЗИЛ. Однако за российский клуб ни разу не сыграл и вернулся в Ригу.
В 2001—2002 играл за клуб «Рига», в 2003 — в ЮФЦ Сконто, в 2004—2006 — в «Юрмале».
В 2006 году перешёл на тренерскую работу. В настоящее время главный тренер Юношеской сборной Латвии по футболу.

## Достижения
- Чемпион Латвии: 1993, 1994, 1995, 1996, 1997, 1998, 1999
- Серебряный призёр чемпионата Латвии: 1992
- Обладатель Кубка Латвии: 1995, 1997, 1998
- Лучший нападающий чемпионата Латвии: 1994
- Лучший полузащитник чемпионата Латвии: 1997, 1998
- Лучший бомбардир чемпионата Латвии: 1994